# Krystyna Kępska-Michalska
Krystyna Teresa Kępska-Michalska (ur. 1944) – polska dziennikarka radiowa, popularyzatorka nauki.

## Życiorys
Pracowała w Instytucie Sztuki Polskiej Akademii Nauk, na początku lat 70. przeszła do pracy w Polskim Radiu. Do 1994 była związana z Programem III, w którym przez kilkanaście lat kierowała redakcją muzyczną, była autorką różnych audycji w tym także nowych form radiowych. Była inicjatorką przekształcenia Programu IV w Radio Bis, pełniąc w tej stacji funkcję dyrektora programowego. W 1997 obok Łukasza Turskiego i Roberta Firmhofera współtworzyła projekt popularnonaukowy Piknik Naukowy Polskiego Radia, która to impreza stała się największą w Europie inicjatywą plenerową popularyzującą naukę.

## Odznaczenia i wyróżnienia
Odznaczona Krzyżem Kawalerskim (2005) i Krzyżem Oficerskim (2011) Orderu Odrodzenia Polski. Wyróżniona m.in. Złotym Mikrofonem oraz Nagrodą im. Profesora Hugona Steinhausa.